# Ekkehard Hörmann
Ekkehard Hörmann von Hörbach (* 17. September 1933 in Innsbruck; † 4. Oktober 2014 ebenda) war ein österreichischer Architekt. 

## Leben

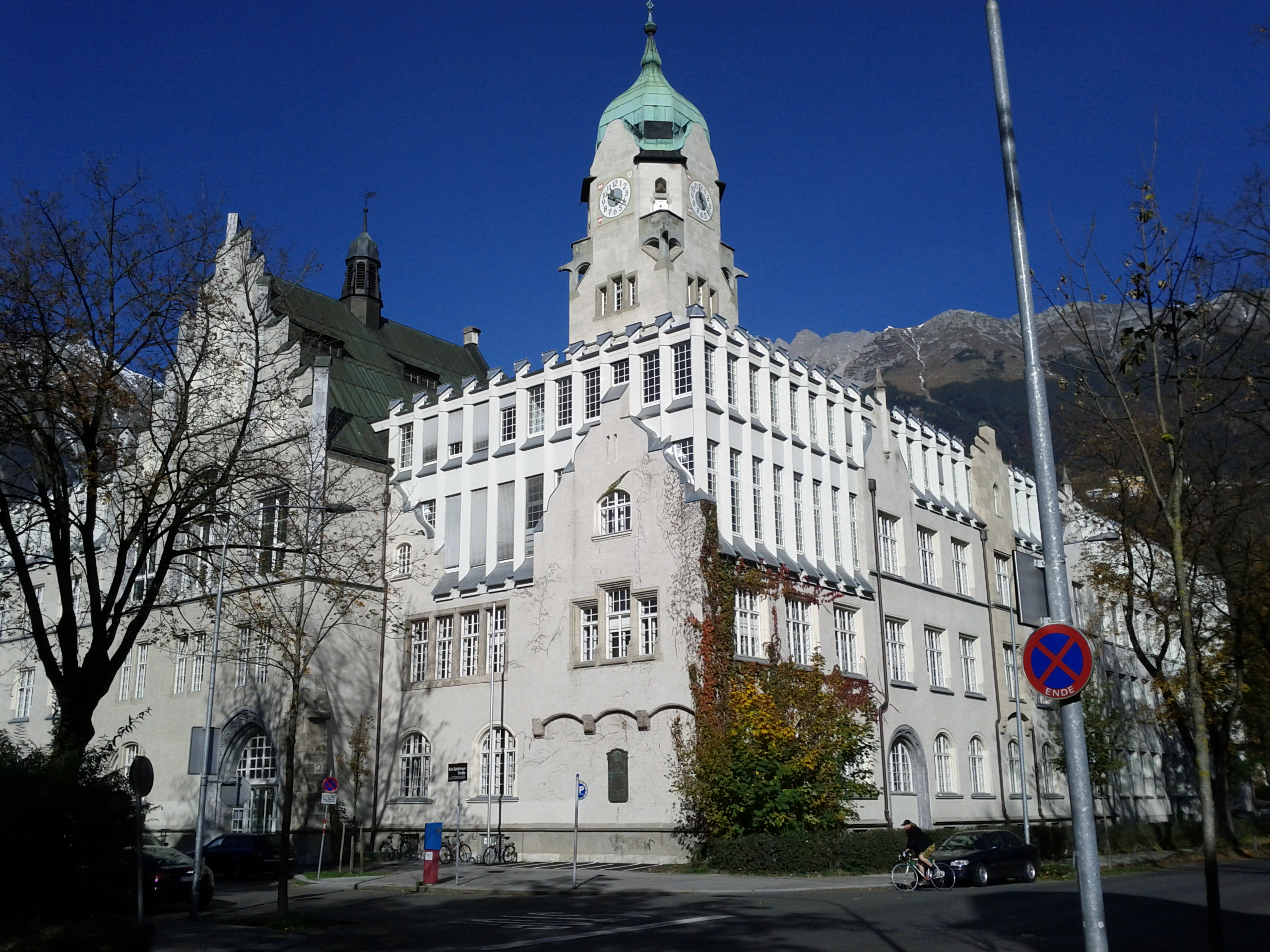
Handelsakademie Innsbruck

Ekkehard Hörmann studierte Architektur an der Technischen Hochschule Graz und arbeitete anschließend im Büro von Willi Stigler in Innsbruck, bis er sich 1962 selbstständig machte. Von 1971, kurz nach Gründung der Fakultät für Bauingenieurwesen und Architektur der Universität Innsbruck, bis 1993 lehrte er zusammen mit Othmar Barth am Institut für Entwerfen und Raumgestaltung. Mit großem Aufwand betrieb Hörmann die Wiederherstellung der Burg Berneck in Kauns, in der er seit 1981 auch sein Atelier hatte.
Hörmanns Architektur ist gekennzeichnet durch das Zusammenspiel von Neu und Alt und den sensiblen, auf umfangreichen Kenntnissen beruhenden Umgang mit alter Bausubstanz. Seine Aufstockung der 1904–1906 im Stil der „Tiroler Gotik“ erbauten Handelsakademie Innsbruck gilt als beispielhaft und brachte ihm 1976 den Preis der Zentralvereinigung der Architekten Österreichs ein.

## Werke (Auswahl)

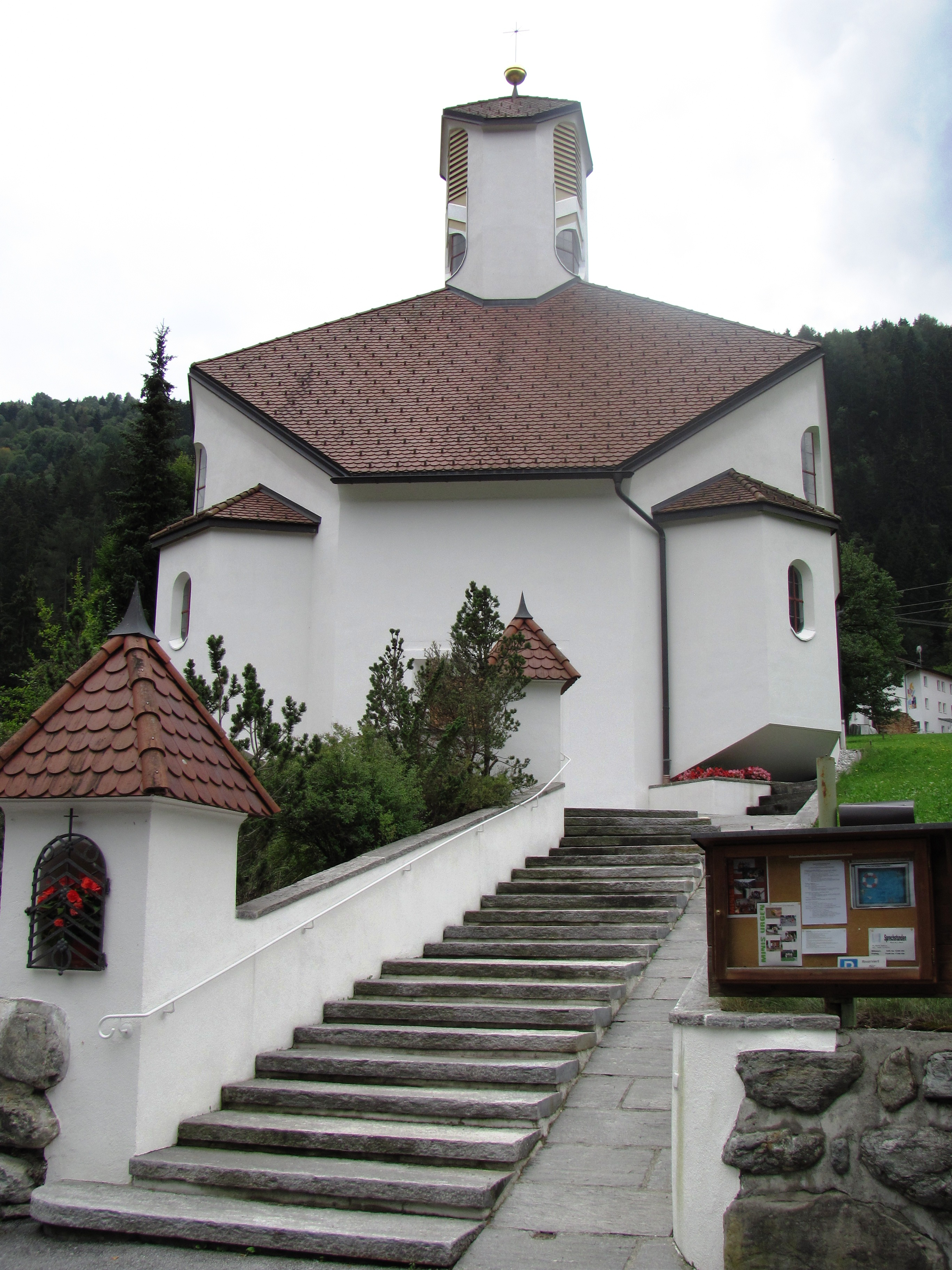
Wolfgangskapelle in Urgen

- Wohnanlage Bergkristall, Igls, 1967–1971
- Zollamt Brenner an der Brennerautobahn, 1968–1971 (mit Horst Parson)[2]
- Café Panorama, Fulpmes, 1971–1972[1]
- Altersheim in Imst, 1971–1976[3]
- Aufstockung und Umbau, Handelsakademie Innsbruck, 1971–1977
- Neue Totenkapelle, Friedhof Telfes im Stubai, 1976–1977
- Verlängerung des Kirchenschiffes, Filialkirche Mariä Heimsuchung, Mösern, 1979
- Krafthaus der Kraftwerksgruppe Sellrain-Silz, 1975–1981
- Umgestaltung Theresienkirche Hungerburg, 1987
- Wolfgangskapelle in Urgen, 1988–1989[4]
- Totenkapelle Kaltenbrunn, 2001[5]
- Urnenfriedhof, Friedhof der Neuen Höttinger Pfarrkirche, 2006[6]